# Landtag
Uma Landtag (Dieta) é uma assembleia representativa, como a câmara dos deputados, com alguma autoridade legislativa, de uma entidade política chamada Land (isto é, Estado, país, território) na Alemanha e na Áustria.

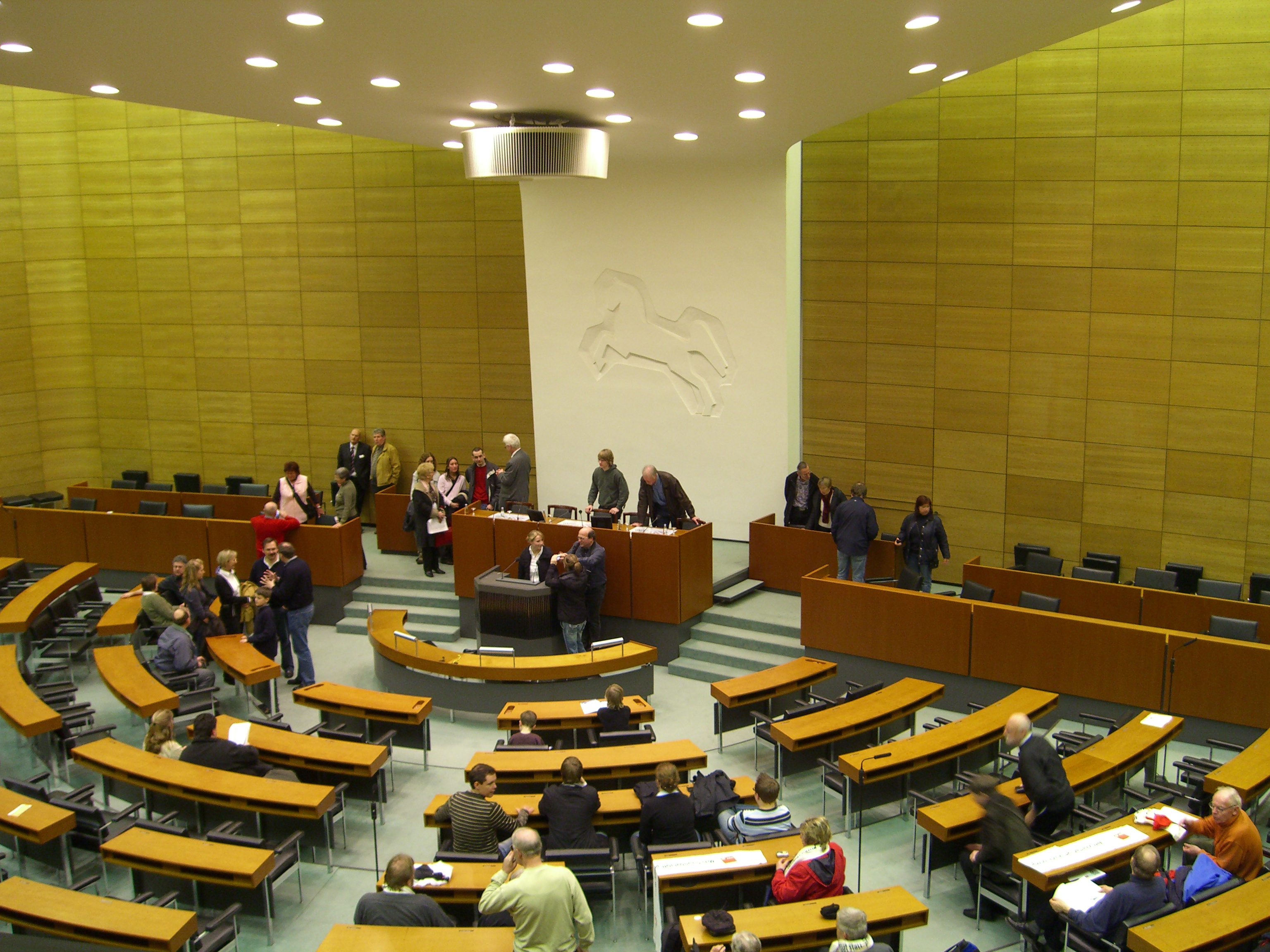
Landtag, 2007

## Ancien Régime
Na sociedade feudal, o sistema formal de classes tinha reflexo na composição da assembleia 'representativa' do Estado, embora seu nome melhor descrito fosse estamentos: não tinha o propósito de refletir a opinião pública, mas uma expressão fixa do poder estabelecido com reconhecimento formais dos privilégios, incluindo o direito de representação (garantido a muitos aristocratas e prelados, bem como a determinadas cidades) ou ter representação como eleitor no colégio onde teria direito a um ou mais assentos.
Em alguns dos Estados germânicos que eram conhecidos por Land, o nome de tais assembleias estatais era Landtag, análogo ao Reichstag (a Dieta imperial, principalmente composta pela maioria dos príncipes da igreja e Estados hereditários mais as Cidades Imperiais). A composição exata obviamente variava enormemente e podia mudar a qualquer tempo, como resultado dos privilégios concedidos ou perdidos, entidades seccionadas ou fundidas, mudanças de fronteiras, etc.
Como o Império Austríaco e o Reino da Prússia evitaram de 'importar a revolução' francesa e Napoleão Bonaparte estava contente por manter as monarquias satélites na maior parte dos territórios germânicos sob seu controle (membros da Confederação do Reno), os princípios mais democráticos do iluminismo teriam menos efeito nos territórios de língua alemã, ou apenas muito mais tarde.

## Poder legislativo moderno
Nos estados constitutivos da república federal da Alemanha e da Áustria, no independente Liechtenstein e na província autónoma de Bolzano (Autonome Provinz Bozen — Südtirol ), etnicamente de maioria germânica, uma Landtag é um poder legislativo unicameral.
Nem todos os estados da Alemanha têm um corpo chamado de Landtag: nas cidades-estados o poder legislativo é chamado de Abgeordnetenhaus (em Berlim) ou, nos casos de Hamburgo e Bremen, de Bürgerschaft.

### Poder legislativo alemão
- Landtag de Baden-Württemberg
- Landtag da Baviera (até 1999, esta grande Freistaat' Baviera tinha um poder legislativo bicameral, com uma câmara inferior chamada de Landtag e uma câmara superior chamada de senado)
- Abgeordnetenhaus de Berlim (a nova capital federal e a antiga imperial cidade-Estado)
- Landtag de Brandemburgo
- Bürgerschaft de Bremen
- Bürgerschaft de Hamburgo
- Landtag de Hesse
- Landtag de Mecklemburgo-Pomerânia Ocidental
- Landtag da Baixa Saxônia (Niedersachsen)
- Landtag da Renânia do Norte-Vestfália
- Landtag da Renânia-Palatinado
- Landtag de Sarre
- Landtag da Saxônia
- Landtag da Saxônia-Anhalt
- Landtag de Schleswig-Holstein
- Landtag da Turíngia

O Bundestag é a câmara de deputados (assembleia parlamentar) que, junto com o Bundesrat (representante dos dezesseis Länder alemães), constitui o corpo legislativo federal da Alemanha.

### Poder legislativo austríaco
- Landtag de Burgenland
- Landtag da Caríntia
- Landtag da Baixa Áustria
- Landtag da Alta Áustria
- Landtag de Salzburgo
- Landtag da Estíria (Steiermark)
- Landtag do Tirol
- Landtag de Vorarlberg
- Gemeinderat de Viena (condição de estado adquirido mais tarde; semelhante a Berlim, é idêntica a 'Gemeinderat' municipal, uma vez que a capital federal é uma cidade-Estado: estado e município ao mesmo tempo)

Em sete casos as modernas Landtage são as sucessoras democráticas das correspondentes Kronlands imperiais. As exceções são as cidades de Viena (que pertencia a Kronland da Baixa Áustria) e Burgenland (que pertencia ao reino da Hungria, por união pessoal).
O parlamento nacional bicameral da Áustria, o "Bundesversammlung "assembleia federal", consiste de um Nationalrat (Conselho Nacional) diretamente eleito e um Bundesrat (Conselho Federal).

### Itália
Na província autónoma de Bolzano (Autonome Provinz Bozen — Südtirol ), Itálica, etnicamente de maioria germânica, o conselho provincial é chamado de Landtag.

### Liechtenstein
No Principado de Liechtenstein o parlamento nacional é chamado de Landtag de Liechtenstein.